# 한국경제발전학회
사단법인 한국경제발전학회(Korea Development Economics Association, KDEA)는 대한민국의 경제 발전 및 관련 이론에 관한 연구를 촉진하고 그 연구 성과를 보급함을 목적으로 1994년 12월 27일에 설립된 학술단체이다. 사무실은 서울특별시 종로구 사직로 102 광화문의 꿈 402호에 있다. 연구 발표, 학회지 및 기타 관련 자료의 발행, 국내외 연구 기관 및 학회와의 교류 등을 활동하고 있다. 학술지 《경제발전연구》를 발간하고 있다.

## 주요 사업
- 연구 발표
- 학회지 및 기타 간행물 발간
- 국내외 타 학술단체와의 교류
- 기타 본회의 목적에 부합하는 사업

## 임원진
- 회장
- 부회장
- 감사

위원회
- 운영위원회
- 편집위원회
  - 경제산업분과
  - 사회발전분과
  - 세계경제발전분과
- 연구윤리위원회

## 학술지
- 《경제발전연구》 - 매년 3회 발행하고 있다.[1]